# Terry Nichols
Terry Lynn Nichols (1 de abril de 1955) é um terrorista doméstico estadunidense que foi condenado por ser cúmplice do Atentado de Oklahoma City. Antes de ser encarcerado, ele ocupou vários empregos de curto prazo, trabalhando como fazendeiro, gerente de elevador de grãos, vendedor de bens imóveis e mão-de-fazenda. Ele conheceu seu futuro conspirador, Timothy McVeigh , durante um breve período no Exército dos EUA, que terminou em 1989, quando ele pediu uma dispensa de sofrimento depois de menos de um ano de serviço. Em 1994 e 1995, ele conspirou com McVeigh no planejamento e preparação do bombardeio de Oklahoma City- o caminhão-bomba do Edifício Federal Alfred P. Murrah em Oklahoma City, Oklahoma, em 19 de abril de 1995. O atentado causou a morte de 168 pessoas.
Depois de um julgamento federal em 1997, Nichols foi condenado por conspiração para usar uma arma de destruição em massa e oito acusações de homicídio involuntário por matar pessoal da lei federal. Ele foi condenado à prisão perpétua sem a possibilidade de liberdade condicional após o júri ficar em impasse sobre a pena de morte. Ele também foi julgado em Oklahoma por acusações de assassinato em conexão com o bombardeio. Ele foi condenado em 2004 por 161 acusações de homicídio em primeiro grau, incluindo uma contagem de homicídio fetal; incêndio em primeiro grau; e conspiração. Como no julgamento federal, o júri do estado entrou em impasse ao impor a pena de morte. Ele foi sentenciado a 161 penas consecutivos de vida sem a possibilidade de liberdade condicional, estabelecendo um Recorde Mundial no Guinness, e está encarcerado no ADX Florence, uma prisão de segurança máxima perto de Florença, Colorado. Ele compartilha um bloco de células que é comumente chamado de "Bombers Row", com Ramzi Yousef, Eric Rudolph e Ted Kaczynski.

## Primeiros anos
Nichols nasceu em Lapeer, Michigan. Ele foi criado em uma fazenda, o terceiro de quatro filhos de Joyce e Robert Nichols. Ao crescer, ele ajudou seus pais na fazenda, aprendendo a operar e manter o equipamento. De acordo com o Denver Post, ele também cuidava de pássaros e animais feridos.

## Idade adulta
Nichols frequentou a Lapeer High School, onde ele teve aulas eletivas em artesanato e direito empresarial. Durante toda a escola, os amigos o caracterizaram como tímido. Enquanto cursava o ensino médio, ele jogava futebol júnior, lutava e era membro do clube de esqui. Seu irmão James afirmou que Terry era bom em arte e livro inteligente. Ele se formou no colegial em 1973 com uma média de 3,6 pontos, com ambições de se tornar um médico.
Ele se matriculou na Universidade Central de Michigan, mas teve dificuldade em se adaptar à vida universitária, e desistiu depois de um semestre. Em 1974, depois que seu irmão Leslie foi gravemente queimado em uma explosão de tanque de combustível na fazenda, ele se ofereceu para lhe dar pele para enxertos. Ele tentou cultivar um relacionamento com seu irmão James por um tempo, mas eles não se davam bem; ele sentiu que seu irmão era muito mandão. Mais tarde ele se mudou para o Colorado e obteve uma licença para vender imóveis em 1976. Logo após fechar sua primeira grande venda, sua mãe lhe disse que precisava de sua ajuda na fazenda, então ele voltou para Michigan.
Em 1980, Nichols conheceu a agente imobiliária Lana Walsh, uma mãe de dois filhos, duas vezes divorciada e cinco anos mais velha do que ele. Eles se casaram e tiveram um filho, Joshua, em 1982. Durante o casamento, Nichols participou de uma sucessão de empregos de meio período e de curta duração: trabalho de carpintaria, administração de elevador de grãos e venda de seguros de vida e imóveis. De acordo com Lana, ela foi a única com uma carreira; Nichols era um marido de casa, que passava a maior parte do tempo em casa com as crianças cozinhando e jardinando.
Nichols nunca havia gostado da vida na fazenda e, em 1988, aos 33 anos, tentou fugir, alistando-se no exército americano. Ele foi enviado para Fort Benning ao lado de Columbus, na Georgia, para treinamento básico. Como o homem mais velho em seu pelotão, ele tinha dificuldade com o aspecto físico do treinamento, e às vezes era chamado de "vovô" pelos outros homens. No entanto, ele logo se tornou o guia de pelotão por causa de sua idade. Timothy McVeigh estava em seu pelotão, e eles rapidamente se tornaram amigos íntimos. Eles tinham um fundo comum: os dois homens cresceram em áreas rurais brancas e não gostavam de trabalhar com negros. Ambos haviam tentado a faculdade por um tempo e tinham pais que se divorciaram. Eles compartilhavam opiniões políticas e interesses na coleta de armas e no movimento de sobrevivência. Os dois foram mais tarde deslocados juntos em Fort Riley em Junction City, Kansas, onde eles se conheceram e se tornaram amigos de seu futuro cúmplice, Michael Fortier.
A esposa de Nichols pediu o divórcio logo depois que ele se juntou ao Exército. Devido a um conflito em relação a creches, ele solicitou e recebeu uma alta de miséria em maio de 1989 para voltar para casa para cuidar de seu filho, que tinha sete anos de idade na época. Quando ele partiu, ele disse a um soldado que ele estaria começando sua própria organização militar em breve, e teria um suprimento ilimitado de armas.
Em 1990, Nichols se casou com uma garota de 17 anos de idade, Marife Torres, das Filipinas, que ele conheceu através de uma agência de casamento por correspondência. Quando ela chegou a Michigan meses depois, já estava grávida do filho de outro homem. A criança morreu aos dois anos quando ela se sufocou em um saco plástico enquanto Nichols estava cuidando dele. Marife suspeitava de um crime, mas não havia hematomas ou sinais de trauma para a criança. A morte foi considerada acidental. Nichols e Marife tiveram mais dois filhos durante o casamento. Nichols e Torres frequentemente visitavam as Filipinas, onde ela estava trabalhando em fisioterapia. Ele às vezes viajava sozinho para as Filipinas, enquanto ela permanecia no Kansas.
Nichols deixou uma nota enigmática e um pacote de documentos com sua ex-mulher, Lana (Walsh) Padilla, antes de uma de suas muitas visitas às Filipinas. Ao retornar da visita para saber que tinha aberto prematuramente uma carta instruindo-a sobre o que fazer no caso de sua morte, ele fez uma série de telefonemas para uma pensão de Cebu City. Nichols e Torres se divorciaram após sua prisão. Marife voltou para as Filipinas com as crianças.

## Visões Antigovernamentais
As visões antigovernamentais de Nichols se desenvolveram e cresceram ao longo dos anos. Nichols passou a maior parte de sua vida adulta nas áreas de Lapeer e no Condado de Sanilac, em Michigan, onde a desconfiança e o ressentimento do governo federal eram comuns, especialmente após as reintegrações de muitas fazendas nos anos 80. Vizinhos disseram que ele participou de reuniões de grupos antigoverno, experimentou explosivos e ficou mais radical com o passar do tempo. Em fevereiro de 1992, ele tentou renunciar à sua cidadania norte-americana escrevendo para o funcionário do condado local em Michigan, afirmando que o sistema político era corrupto e declarando-se um "estrangeiro não residente". Vários meses depois, ele apareceu no tribunal e tentou evitar a responsabilidade por algumas de suas faturas de cartão de crédito (ele devia aproximadamente US$ 40 000), recusando-se a comparecer perante o banco e gritando ao juiz que o governo não tinha nenhuma jurisdição sobre ele. Em 19 de outubro de 1992, ele assinou outro documento renunciando a sua cidadania americana. Em maio de 1993, Nichols compareceu perante um juiz do condado a respeito de uma dívida de cartão de crédito não pago de US$ 8 421. Ele também renunciou a sua carteira de motorista.
McVeigh e Nichols se aproximaram depois da demissão de McVeigh do Exército. Em dezembro de 1991, Nichols convidou McVeigh para se juntar a ele em Michigan e ajudá-lo a vender excedentes militares em shows de armas. Nos três anos seguintes, McVeigh ficou com Nichols de vez em quando. Em 19 de abril de 1993, Nichols estava assistindo TV com McVeigh na fazenda Nichols em Michigan, quando o ATF, Army e o FBI atacaram o complexo do Ramo Davidiano em Waco, Texas. Quando o complexo explodiu em chamas, McVeigh e Nichols ficaram enfurecidos e começaram a planejar uma vingança contra o governo federal. No outono de 1993, Nichols e McVeigh, que viviam na fazenda, se tornaram parceiros de negócios, vendendo armas e excedentes militares em shows de armas. Por um tempo, eles viveram uma vida itinerante, seguindo os shows de armas de cidade em cidade.
Nichols então foi para Las Vegas tentar trabalhar na construção civil, mas não conseguiu. Em seguida, ele foi para o centro do Kansas e foi contratado em março de 1994 em um rancho em Marion, Kansas. Em março de 1994, ele enviou uma carta ao secretário do Condado de Marion, Kansas, dizendo que ele não estava sujeito às leis do governo dos EUA e pediu ao seu empregador para não reter quaisquer impostos federais de seu cheque. Seu empregador disse que Nichols era trabalhador, mas tinha opiniões políticas incomuns. No outono de 1994, Nichols deixou seu emprego, dizendo a seu empregador que ele estava entrando em negócios com McVeigh.

## O bombardeio

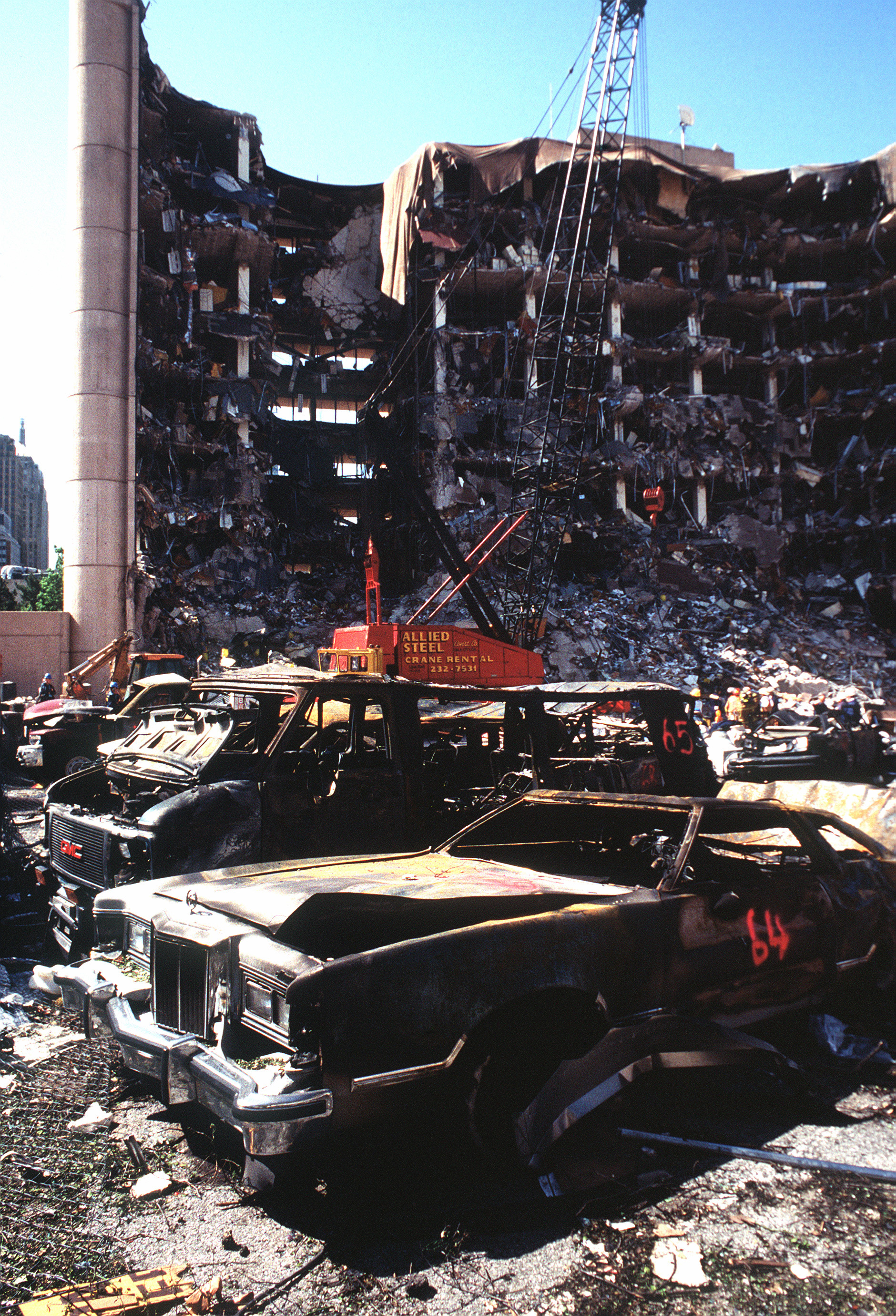
O edifício Alfred P. Murray após o atentado

Em 22 de setembro de 1994, Terry Nichols e McVeigh alugaram um galpão de armazenamento e começaram a coletar suprimentos para o caminhão-bomba. No final de setembro ou início de outubro, Nichols e McVeigh roubaram dinamite e detonadores de uma pedreira próxima. Nichols começou a comprar grandes quantidades de fertilizante de nitrato de amônio e armazená-lo em três unidades de armazenamento de aluguel. Nichols também roubou um traficante de Arkansas que tinha amizade com ele e McVeigh em vários shows de armas.
Em fevereiro de 1995, Nichols comprou uma pequena casa em Herington, Kansas, com um pagamento em dinheiro. Em março de 1995, ele comprou diesel. Em 14 de abril, Nichols deu a McVeigh algum dinheiro, segundo McVeigh. Em 16 de abril, domingo de Páscoa, Nichols e McVeigh foram de carro até Oklahoma City para deixar o carro. Em 18 de abril, um dia antes do bombardeio, Nichols ajudou McVeigh a preparar o caminhão-bomba em um lago perto de Herington. McVeigh comentou sobre a retirada parcial de Nichols e Fortier da trama, dizendo que "eram homens que gostavam de falar duramente, mas no final suas cadelas e filhos governavam". Nichols estava em casa no Kansas com sua família quando a bomba explodiu.
Em 21 de abril, Nichols soube que ele era procurado para questionamento e se entregou, em seguida, consentiu em uma busca em sua casa. A pesquisa revelou detonadores, cabos de detonação, nitrato de amônio moído, barris de plástico semelhantes a fragmentos encontrados no local do bombardeio, 33 armas de fogo, literatura antiguerra, um recibo de fertilizante de nitrato de amônio com as impressões digitais de McVeigh, um cartão de crédito por telefone que McVeigh usara quando estava comprando equipamentos para fabricação de bombas e um mapa desenhado à mão do centro de Oklahoma City. Nichols foi considerado como uma testemunha material do atentado até que ele foi acusado em 10 de maio. A família de Nichols disse que o governo federal estava enquadrando-o e disse que isso foi provado por outros explosivos encontrados dentro do prédio.
Investigadores também vasculharam a fazenda de James Nichols em Decker, Michigan, onde Terry Nichols e McVeigh haviam permanecido intermitentemente nos meses anteriores ao bombardeio. James foi preso sob a acusação de ter feito pequenas bombas na fazenda, mas foi libertado sem acusações em 24 de maio, com o juiz dizendo que não havia provas de que ele era um perigo para os outros.

## Julgamento

### Caso Federal

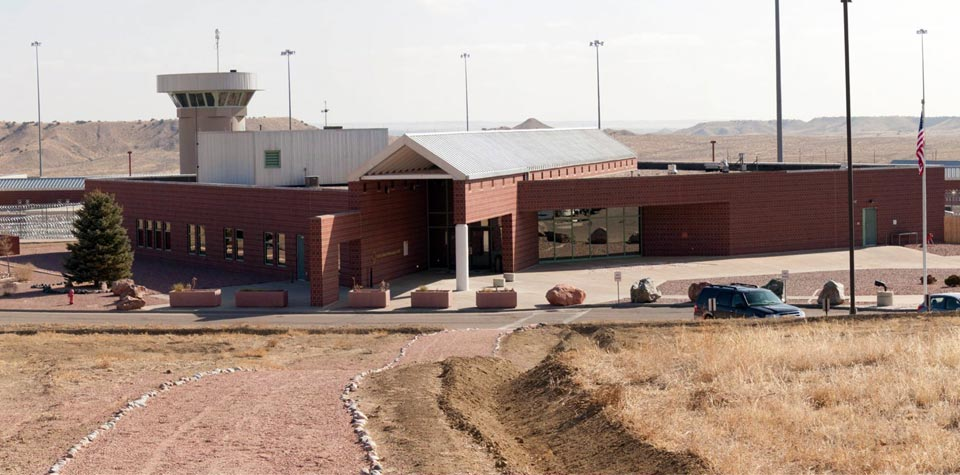
Penitenciária de segurança máxima ADX Florence no Colorado, onde Nichols está detido.

McVeigh foi julgado antes de Nichols e condenado à morte. O ex-companheiro de exército Michael Fortier testemunhou contra McVeigh e Nichols. Fortier havia entrado em um acordo de confisco federal para reduzir custos em troca de seu acordo para depor. Ele foi acusado de não notificar as autoridades antes do crime e condenado a 12 anos de prisão. Fortier testemunhou que Nichols e McVeigh expressaram sentimentos antigoverno e conspiraram para explodir o prédio federal Murrah. Ele disse que ajudou McVeigh a inspecionar o prédio antes do ataque. Ele também testemunhou que Nichols havia roubado um traficante em Arkansas para financiar o custo do bombardeio. Fortier forneceu "sólidos argumentos de evidência" para os casos contra McVeigh e Nichols, de acordo com o promotor.
Marife, esposa de Nichols, testemunhou como testemunha de defesa, mas sua história pode ter ajudado o caso da promotoria. Ela disse que seu marido estava vivendo uma vida dupla antes do bombardeio, usando pseudônimos, alugando armários e mentindo que ele havia interrompido seu relacionamento com McVeigh. Ela também testemunhou que Nichols viajou para Oklahoma City três dias antes do atentado, apoiando a alegação da promotoria de que Nichols ajudou McVeigh a estacionar um carro perto do prédio Murrah. Marife também não deu álibi a Nichols em 18 de abril de 1995, dia em que a promotoria disse que Nichols ajudou McVeigh a montar o caminhão-bomba.
Nichols foi representado pelo advogado de defesa criminal Michael Tigar. O julgamento durou nove semanas com a promotoria chamando 100 testemunhas que ligavam Nichols a McVeigh e ao plano de bombardeio. A acusação argumentou que Nichols ajudou McVeigh a comprar e roubar ingredientes de bombas, estacionar o carro de fuga perto do edifício Murrah e montar a bomba. A defesa tentou lançar dúvidas sobre o caso contra Nichols chamando testemunhas que disseram ter visto outros homens com McVeigh antes do atentado e alegando que o governo havia manipulado as provas contra Nichols.
O júri deliberou por 41 horas ao longo de um período de seis dias, absolvendo Nichols em 24 de dezembro de 1997, de ter detonado a bomba, mas condenando-o por conspirar com McVeigh para usar uma arma de destruição em massa, um crime capital. Nichols foi absolvido das acusações de homicídio em primeiro grau (premeditado), mas condenado com a menor acusação de homicídio involuntário (não intencional) nas mortes dos agentes policiais federais.
Ao avaliar por que Nichols não foi condenado por assassinato em primeiro grau, o Washington Post notou:
"Não havia evidências de que Nichols tivesse alugado o caminhão Ryder usado para transportar a bomba até Oklahoma City, e não havia ninguém que pudesse identificá-lo como o comprador das duas toneladas de nitrato de amônio, o principal componente da bomba. O maior problema para o governo foi o fato de que Nichols estava em casa no Kansas quando McVeigh detonou o caminhão".
Outra teoria é que alguns membros do júri acreditaram nos argumentos dos advogados de Nichols de que ele se retirara da conspiração antes do bombardeio. Seu aparente remorso, como mostrado pelo seu choro várias vezes durante o depoimento, também poderia ter influenciado o júri.
Após a conclusão da audiência, o júri deliberou por 13 horas ao longo de dois dias sobre a possibilidade de conceder a pena de morte a Nichols, mas estava em um impasse. O juiz da Corte Distrital dos EUA, Richard P. Matsch, então, teve a opção de condenar Nichols prisão perpétua, com ou sem a possibilidade de liberdade condicional. Em 4 de junho de 1998, condenou Nichols à prisão perpétua sem liberdade condicional, chamando Nichols de "inimigo da Constituição", que conspirara para destruir tudo o que a Constituição protegia. Nichols não demonstrou emoção. Ele foi enviado para a Prisão Federal Supermax em Florence, Colorado. Em 26 de fevereiro de 1999, um tribunal federal de apelações confirmou a condenação e sentença de Nichols.

### Caso estadual
Depois que o júri federal decidiu contra a pena de morte, que resultou em uma sentença de prisão perpétua, os cidadãos de Oklahoma pediram para formar um tribunal estadual para investigar o atentado. O representante do Estado Charles Key liderou um grupo de cidadãos que distribuiu as petições. Esperava-se que evidências implicando outros conspiradores fossem descobertas. Um grande júri ouviu depoimentos por 18 meses sobre alegações de outros cúmplices, mas retornou apenas as acusações contra Nichols em março de 1999. O promotor Wes Lane, do Condado de Oklahoma, negou que a acusação estadual tenha sido conduzida apenas com a finalidade de ter Nichols executado, dizendo que foi importante que Nichols fosse condenado por matar todas as vítimas. "Este caso sempre teve cerca de 161 homens, mulheres e crianças e um feto tendo os mesmos direitos no tribunal que oito policiais federais", disse Lane.
Nichols foi trazido da prisão do Colorado para Oklahoma em janeiro de 2000 para enfrentar o julgamento estadual em 160 acusações de assassinato em primeiro grau e uma contagem de homicídio fetal, incêndio em primeiro grau e conspiração. O objetivo do promotor era obter a pena de morte.
Durante o julgamento de dois meses, a promotoria apresentou uma "montanha de evidências circunstanciais", chamando 151 testemunhas. Sua principal testemunha foi Fortier, que disse que Nichols estava intimamente envolvido na conspiração e ajudou a obter ingredientes para bombas, incluindo fertilizantes misturados com combustível de alta potência. Fortier também testemunhou que McVeigh e Nichols roubaram cordão e detonadores de uma pedreira, e que Nichols roubou um colecionador de armas para obter dinheiro para a conspiração. Os advogados de Nichols disseram que ele era o "redneck" e que outros haviam conspirado com McVeigh. Eles queriam apresentar evidências de que um grupo de supremacistas brancos tinham sido cúmplices de McVeigh. No entanto, o juiz não permitiu que eles fizessem isso, dizendo que a defesa não havia mostrado que nenhuma dessas pessoas cometeu atos em prol da conspiração. Em seu argumento final, a defesa disse: "Pessoas que ainda são desconhecidas ajudaram Timothy McVeigh". Em 26 de maio de 2004, o júri de seis homens e seis mulheres levou cinco horas para chegar ao veredicto de culpado em todas as acusações. Quando o veredicto foi lido, Nichols não demonstrou emoção, olhando para a frente.
A fase final do julgamento começou em 1 de junho de 2004. O mesmo júri que determinou a culpa de Nichols também determinaria se ele seria condenado à morte. Durante a audiência de cinco dias, 87 testemunhas foram convocadas incluindo vítimas e membros da família de Nichols. Os parentes de Nichols disseram que ele era um homem de família amoroso. Durante os argumentos finais, o promotor defendeu a pena de morte, afirmando que 168 pessoas morreram para que Nichols e McVeigh "pudessem fazer uma declaração política". A defesa argumentou que Nichols tinha sido controlado por um McVeigh "dominante e manipulador" e instou os jurados a não serem persuadidos pela "enxurrada de lágrimas" das vítimas que testemunharam. A defesa também disse que Nichols se converteu "sinceramente" ao cristianismo. Depois de 19 horas e meia de deliberação durante um período de três dias, o júri não chegou a uma decisão unânime sobre a pena de morte. Com a pena de morte não sendo mais uma opção, Nichols falou publicamente pela primeira vez no processo, fazendo uma longa declaração com referências religiosas ao juiz Steven W. Taylor. Nichols também se desculpou pelos assassinatos e se ofereceu para escrever aos sobreviventes para "ajudar em seu processo de cura". O juiz Taylor chamou Nichols de terrorista e disse: "Nenhum cidadão americano jamais causou este tipo de devastação; você está na história dos EUA como o assassino em massa em toda a história dos EUA" e sentenciou Nichols a 161 sentenças consecutivas de prisão perpétua sem possibilidade de liberdade condicional. Nichols retornou à prisão federal no Colorado.
Darlene Welch, cuja sobrinha foi morta na explosão, disse que "não gostou de ser pregada" por Nichols e que ela se arrepende dele "não ficar diante de Deus mais cedo".

## Após a condenação

### Explosivos adicionais
Atuando com base na dica do mafioso de renome Greg Scarpa, Jr. (filho do mafioso Greg Scarpa, Sr.), um colega de cela de Nichols, o FBI procurou o espaço de rastreamento da antiga casa de Nichols em Kansas, 10 anos após o bombardeio. Eles encontraram explosivos em caixas, envoltos em plástico, enterrados sob um pé de rocha. O informante indicara que os explosivos estavam enterrados antes do ataque. A representante Dana Rohrabacher (R-Califórnia) descreveu a falha do FBI em encontrar esses explosivos em 1995 como "indesculpável".

### Alegações de Nichols
McVeigh, Nichols e Fortier foram os únicos réus acusados no bombardeio. Nichols negou seu envolvimento na trama até 2004. A mãe de Nichols alegou que seu filho tinha síndrome de Asperger, foi manipulado por McVeigh e não sabia para que era a bomba. Em uma carta de maio de 2005 que ele escreveu a um parente de duas das vítimas, Nichols alegou que um traficante de Arkansas também conspirou na trama do atentado de 1995 doando alguns dos explosivos que foram usados. Em uma carta de 2006 pedindo que um juiz dê ao seu filho uma sentença mais leve por agressão com uma arma letal, lesão corporal de um policial e posse de um veículo roubado, Nichols admitiu sua participação no atentado de Oklahoma City, mas disse que McVeigh o havia forçado e intimidado a cooperar.
Em um depoimento de 2007, Nichols alegou que em 1992 McVeigh disse ter sido recrutado para missões secretas enquanto servia nas forças armadas. Nichols também disse que em 1995, McVeigh disse a ele que Larry Potts, oficial do FBI, que havia supervisionado as operações de Ruby Ridge e Waco, havia ordenado a McVeigh que explodisse um prédio do governo. Nichols alegou que ele e McVeigh tinham aprendido a fazer a bomba com pessoas que eles conheceram enquanto assistiam a shows de armas. Na mesma declaração, Nichols admitiu que ele e McVeigh roubaram oito caixas de explosivo tipo Tovex de uma pedreira de Marion, no Kansas, alguns dos quais foram usados mais tarde no caminhão-bomba de Oklahoma City. Ele admitiu que ajudou McVeigh a misturar os ingredientes da bomba no caminhão no dia anterior ao ataque, mas negou que soubesse o alvo exato da bomba. mas um tribunal federal de apelações decidiu contra isso em 2009.